# 対馬博物館
対馬博物館（つしまはくぶつかん、Tsushima Museum）は、長崎県対馬市厳原町今屋敷にある博物館。
事業主体は長崎県と対馬市で、「長崎県対馬歴史研究センター」が併設されている。対馬藩主だった宗氏ゆかりの資料「宗家文庫」8万点を中心とした11万2000点を収蔵し、うち対馬島内の遺跡出土品、仏教美術、朝鮮通信使関連など約500点を常設展示する。
開館は2022年（令和4年）4月30日で、対馬全島を網羅した初の博物館である。当初の予定より開館が遅くなったが、開館までの間、完成した部分の施設を利用して時折、開館準備イベントが行われていた。また、新型コロナウイルス感染防止対策のため、島内修学旅行に切り替えとなった市内小学校の訪問先ともなっていた。

## 概要
目的
- 対馬の有する自然・歴史・文化に対する理解を対馬市民が深める。
  - 自然 - 対馬島の89%を占める山林、浅茅湾をはじめとするリアス式海岸、白嶽・龍良山の原生林、ツシマヤマネコなどの希少種。
  - 歴史 - 古くからの朝鮮との交流の歴史、金田城、防人、宗家、元寇、朝鮮通信使、国防の歴史など。
  - 文化 - 赤米神事（厳原町豆酘）、オヒデリ祭（厳原町阿連）、ヤクマ、亥の子、命婦の舞、盆踊りなど、対馬独特の民俗行事。

- 国内からの観光客、韓国をはじめとする国外からの観光客との交流をうながす。
- 資料も含めると約72,000点にのぼる宗家文書の研究・管理・保護を推進する（長崎県立対馬歴史民俗資料館老朽化に対応）。
- 対馬市内に点在している文化財を一括して管理・保護する（対馬仏像盗難事件を受けて）。

所在地
〒817-0021 長崎県対馬市厳原町今屋敷668-2 - かつて対馬郷土館、対馬ビジターセンターがあった場所
開館
2022年（令和4年）4月30日
設置者
長崎県と対馬市が共同で建設。
設計者
建築:石本建築事務所　大橋航・能勢修治
展示:トータルメディア開発研究所　紀伊健・矢部大智
建物の特徴
- 構造 - 鉄筋コンクリート一部鉄骨造地上3階建[2]。
- 延べ床面積
  - 博物館ゾーン - 4,098平方メートル[2]
  - 交流ゾーン - 838平方メートル[2]
  - 敷地面積 - 約7,000平方メートル
- 構成（予定）
  - 1階 - 歴史資料展示、対馬市の事務室
  - 2・3階 - 収蔵庫、長崎県の事務室

## 分館「対馬朝鮮通信使歴史館」
- 2021年（令和3年）10月30日開館[7]
- 所在地 - 対馬市厳原町今屋敷（対馬博物館と万松院の中間地点に位置している）の旧長崎県病院企業団職員宿舎を改修[8]。
- 展示内容 - 朝鮮通信使行列再現、朝鮮通信使と対馬の資料、雨森芳洲の資料、朝鮮通信使船や倭館の模型
- 入館料 - 有料

## マスコットキャラクター
対馬博物館公式ナビゲートキャラクター
- 「越高獅子右衛門（こしたかししえもん）」

日本では唯一、対馬市上県町越高で発見された「青磁獅子形硯滴（せいじししがたけんてき）」をもとにデザインされたもの。13世紀に韓国全羅道で製作されたと考えられている。硯滴とは、硯（すずり）に水を注すための道具。
- 「みたけさん」

キタタキをもとにデザインされた。キタタキが生息していた対馬北部の御岳（みたけ）にちなんで名づけられた。

## 沿革
開館前
- 1996年（平成8年）3月 - 厳原町で「史跡対馬藩主宗家墓所等保存整備計画」を策定。
- 2000年（平成12年）-「日韓コアシティ21計画」を策定。
  - 既存の県立対馬歴史民俗資料館や対馬ビジターセンター等を統廃合の上、金石城跡の建物遺構の復元施設を取り込み、国際文化交流研究センターを建設・設立するという構想であった。またこれに伴い厳原幼稚園、B&G海洋プールといった史跡指定地に関係の薄い施設は今後撤去するという内容であった。
- 2004年（平成16年）3月1日 - 上県郡・下県郡6町の合併により、対馬市が発足。
- 2005年度（平成17年）度 - 第1次対馬市総合計画が出され、将来的にアジアに発信する歴史海道都市 対馬 ～創造と交流のニューフロンティアアイランドを目指す～が目標として掲げられる。
- 2006年（平成18年）3月 - 「対馬国際交流ミュージアム（仮称）～宗家文庫資料等保存活用施設整備基本計画提言書」がまとめられる。
- 2011年（平成23年）
  - 3月 - 「第1次対馬市総合計画後期基本計画」に博物館の整備目標を掲げる。
  - 7月 - 有識者から構成される「（仮称）対馬歴史海道博物館基本計画策定委員会」が設置される（会長:本馬貞夫）。この後5回の委員会が開かれる。
- 2012年（平成24年）3月 - 「対馬博物館（仮称）～国際交流ミュージアム～ 基本計画[10]」がまとめられる。
- 2015年（平成27年）
  - 3月 - 「博物館建設に係る国指定史跡金石城跡及びその周辺整備計画[11]」がまとまる。
  - 7月 - 「対馬博物館（仮称）・対馬歴史研究センター（仮称）整備基本計画[12]」が策定される。
- 2017年（平成29年）12月15日 - 着工。
- 2019年（令和元年）7月19日 - 第1工区（博物館ゾーン）完成。
- 2020年（令和2年）
  - 第2工区（交流ゾーン）着工。工期は2021年（令和3年）1月28日まで[2]だったが、長崎県立対馬歴史民俗資料館を解体する際、有害なアスベストの使用が確認されたため、その調査と除去に時間を要し、翌2020年（令和4年）1月に延長された[13]。
  - 10月1日 - 対馬市観光交流商工部文化交流・自然共生課主管・町田一仁を対馬博物館の初代館長に任命[1]。
- 2021年（令和3年）
  - 3月23日 - 長崎県対馬歴史研究センター公式ウェブサイトを開設。
  - 3月30日 - 対馬博物館公式ウェブサイトを開設[14]。
  - 10月30日 - 分館として「対馬朝鮮通信使歴史館」が開館[7]。

開館
- 2022年（令和4年）4月30日 - 開館[5]。

## アクセス
最寄りのバス停
- 対馬交通「厳原」停留所
  - 対馬空港からバスで20分
  - 厳原港からバスで5分、徒歩で10分

最寄りの国道・地方道
- 国道382号
- 長崎県道24号厳原豆酘美津島線

## 周辺
- 対馬市役所厳原庁舎
- 対馬市交流センター（愛称「ティアラ」）
- 観光情報館 ふれあい処つしま・一般社団法人 対馬観光物産協会
- 対馬市厳原体育館
- 対馬朝鮮通信使歴史館[15]（2021年（令和3年）10月末開館）
- 金石城跡
- 万松院
- 清水山城 (対馬国)
- 厳原郵便局
- 十八親和銀行対馬支店
- 十八親和銀行対馬中央支店